# ويلي كارتييه
ويلي كارتير (بالفرنسية: Willy Cartier)‏ هو عارض وممثل فرنسي، ولد في 15 سبتمبر 1991 في باريس في فرنسا.